# Silvarouvres
Silvarouvres is een gemeente in het Franse departement Haute-Marne (regio Grand Est) en telt 47 inwoners (2009). De plaats maakt deel uit van het arrondissement Chaumont.

## Geografie
De oppervlakte van Silvarouvres bedraagt 20,3 km², de bevolkingsdichtheid is dus 2,3 inwoners per km².
De onderstaande kaart toont de ligging van Silvarouvres met de belangrijkste infrastructuur en aangrenzende gemeenten.

## Demografie
Onderstaande figuur toont het verloop van het inwonertal (bron: INSEE-tellingen).